# Puerto de la Cruz
Puerto de la Cruz (kurz Puerto Cruz), die achtgrößte Gemeinde Teneriffas, ist das touristische Zentrum der Inselnordküste. Zusammen mit der östlichen Nachbargemeinde La Orotava, der westlichen Los Realejos und anderen Orten bildet die Stadt einen Ballungsraum von ca. 140.000 Einwohnern. Puerto de la Cruz liegt südwestlich der Hauptstadt Santa Cruz de Tenerife und ist mit ihr durch die Nordautobahn TF-5 verbunden.
Die Gemeinde hat eine Ausdehnung von 8,84 km² und liegt auf einer durchschnittlichen Höhe von 9 Metern über dem Meeresspiegel im Valle de la Orotava.

## Klima und Vegetation
Das hier im Gegensatz zur trockenen, regenarmen Südküste vorherrschende feuchtwarme Klima, vorwiegend bestimmt durch den hier auftreffenden, feuchten Nordost-Passat, sorgt für eine besonders abwechslungsreiche Vegetation. Puerto de la Cruz ist umgeben von ausgedehnten Bananenplantagen sowie Weinanbauflächen (Weinbaugebiete Tacoronte-Acentejo und Valle de la Orotava) und anderweitig landwirtschaftlich genutzten Flächen, z. B. zum Anbau der kanarischen Kartoffeln, die zu den bekannten Papas Arrugadas verarbeitet werden.
| Durchschnittliche Regenmenge pro Jahr                 | 371,9 mm |
| Durchschnittstemperatur pro Jahr                      | 19,0 °C  |
| Durchschnittstemperatur im kältesten Monat (Januar)   | 16,0 °C  |
| Durchschnittstemperatur im wärmsten Monat (September) | 22,4 °C  |
| Durchschnittliche Maximaltemperaturen                 | 23,2 °C  |
| Durchschnittliche Minimaltemperaturen                 | 14,8 °C  |
| Relative Luftfeuchtigkeit                             | 70 %     |

## Geschichte

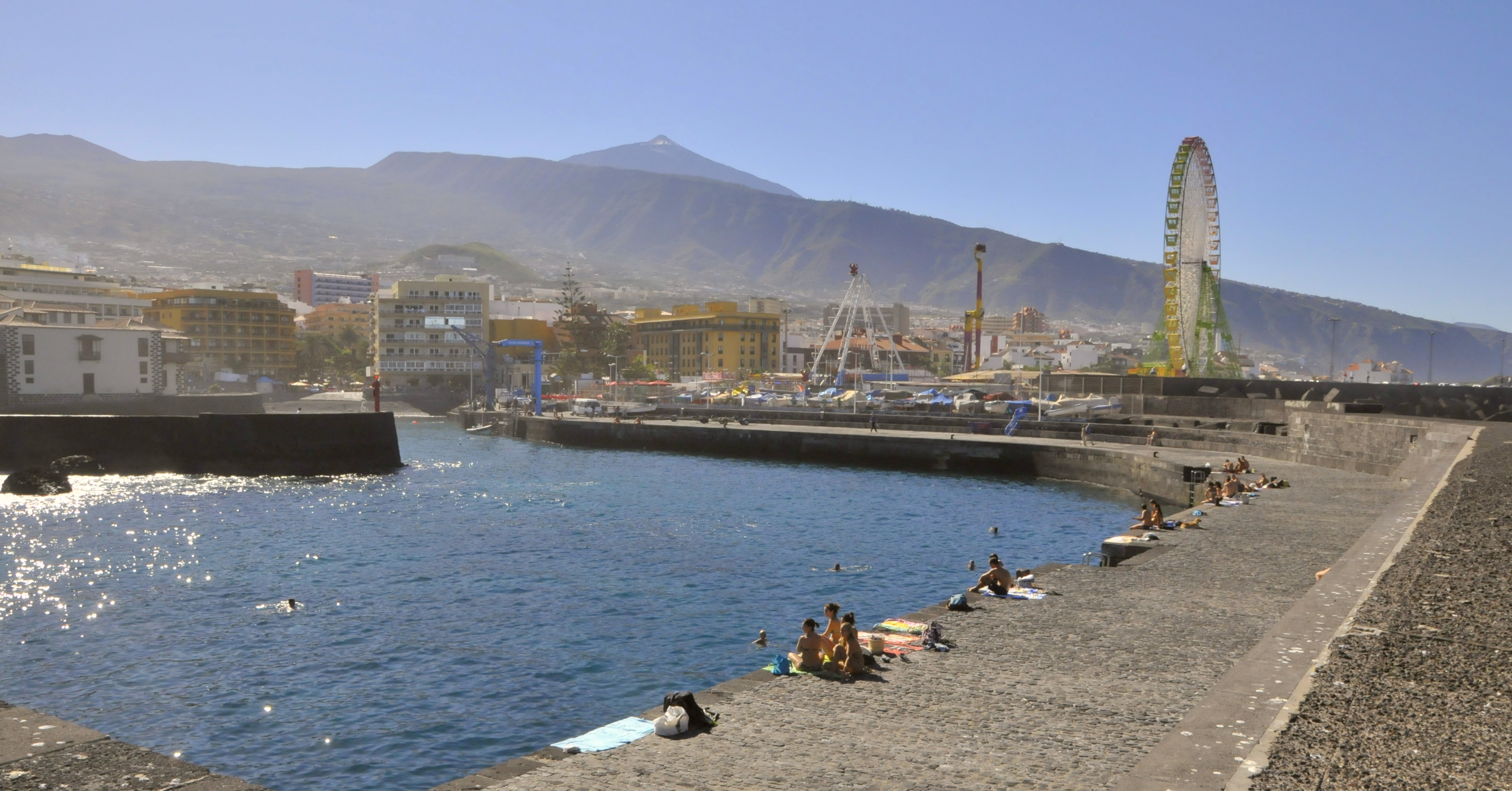
Blick von der Mole Muelle Pesquero auf die Altstadt. Am linken Bildrand die Casa de la Real Aduana, rechts davon die grünen Palmen auf der Plaza del Charco. Alles wird überragt vom Bergmassiv des Teide.

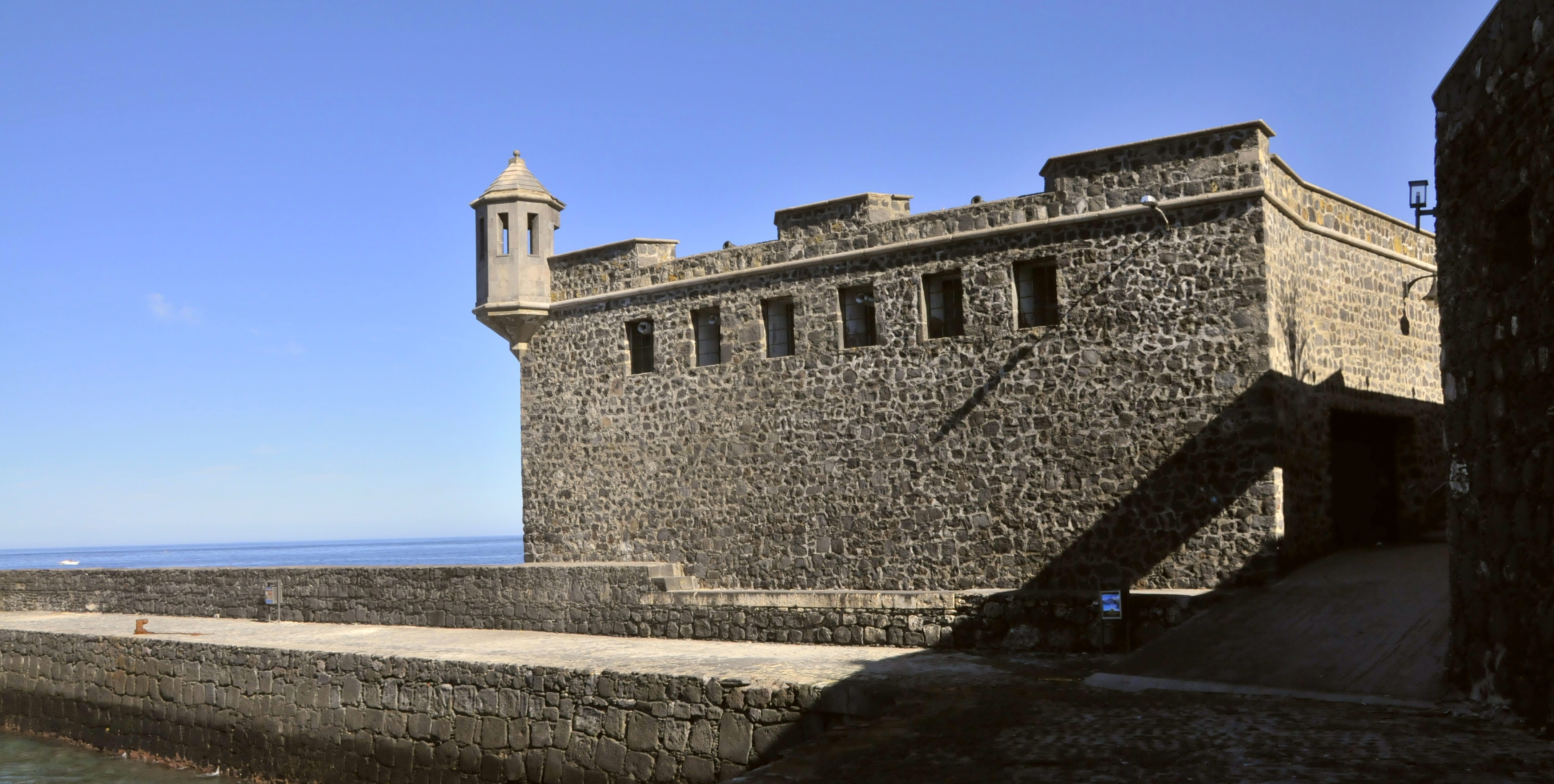
Die Bateria de Santa Barbara schützte den Fischereihafen.

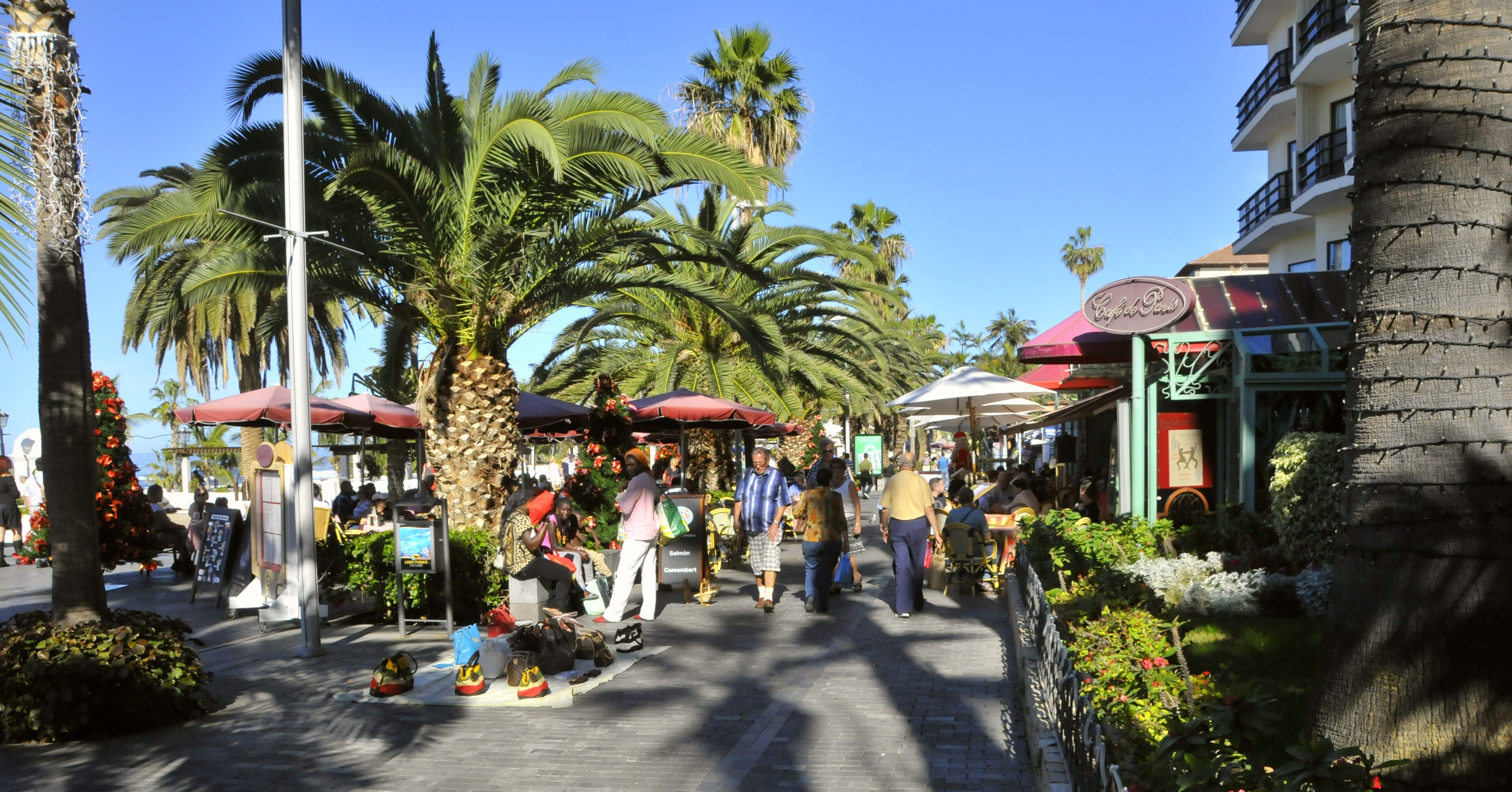
Promenade Martiánez Weihnachten 2012

Bereits vor 1502 wurde das untere Endes der Schlucht San Felipe im Westen der heutigen Stadt als Anlandeplatz für Güter des täglichen Bedarfs der Ortschaft La Orotava genutzt. Diese Schlucht liegt im stadteinwärts gelegenen Teil der heutigen Playa Jardín. Die Schiffe, die die Versorgungsgüter für das Orotava-Tal brachten, lagen vor dem Landeplatz auf Reede. Die Ladung wurde mit Booten zum Strand gerudert und dann mit Wagen oder Maultieren nach La Orotava transportiert. Die ersten landwirtschaftlichen Exportprodukte, vor allem Zucker, nahmen den umgekehrten Weg.
Da es auf der Insel zu dieser Zeit keinerlei Straßen und Brücken gab, war die Versorgung über Land, z. B. von Santa Cruz oder La Laguna aus, nicht möglich. Die Stadt La Orotava wurde, wie La Laguna, bewusst aus strategischen Gründen etwas landeinwärts angelegt, um vor Überfällen der Portugiesen oder nordafrikanischen Piraten geschützt zu sein.
Der italienische Baumeister Leonardo Torriani besuchte zwischen 1584 und 1593 im Auftrag Philipps II. die Kanarischen Inseln. Er sollte Vorschläge für Befestigungsanlagen ausarbeiten. In seinen Vorschlägen hielt er eine Burg („Castillo“) an der Mündung des Barranco San Felipe für notwendig. Mit den Grundmauern des Castillos San Felipe wurde erst im Jahr 1604 begonnen. Die Fertigstellung der Befestigungsanlage und des etwas weiter landeinwärts liegenden, durch einen unterirdischen Gang verbundenen Pulvermagazins, verzögerte sich noch bis 1655. Der Landeplatz konnte allerdings bereits seit einer Überschwemmung im Jahr 1590 nicht mehr genutzt werden. (Siehe Castillo San Felipe als Sehenswürdigkeit)
In den Anfangsjahren wurden drei weitere Anlandeplätze genutzt: Am Puerto Nuevo wurde in den Jahren 1641 bis 1650 eine kleine halbkreisförmige Mole gebaut. An dieser Stelle befindet sich heute der Fischereihafen (Muelle Pesquero ⊙). Ein weiterer Anlandeplatz war am Strand von San Telmo unterhalb der heutigen Promenade (⊙) und ein weiterer im Bereich des unteren Barranco Martiánez (⊙). Auch diese Anlandeplätze wurden im 18. Jahrhundert durch Festungswerke geschützt: Puerto Nuevo durch die Batería Santa Barbara, San Telmo durch die Batería San Telmo und Martiánez durch die Batería San Carlos.
Es gab in den ersten Jahren im Gebiet der „Altstadt“, dem heutigen Stadtteil La Ranilla (= Das Fröschlein; zwischen Plaza del Charco und Castillo de San Felipe), einige Unterkünfte der Ruderer und einige Fischerhütten. An der Stelle, an der sich die Kapelle San Telmo erhebt, befand sich ein Vorgängergebäude. Die Gründung einer Ortschaft war vorerst nicht vorgesehen. Erst im Jahr 1603, hundert Jahre nach Beginn der spanischen Siedlungsaktivitäten im Orotava-Tal, beauftragte der Cabildo in La Laguna den in La Orotava ansässigen Regidor Antonio Franchi Luzardo y Ponte de Castillo, Grundstücke für eine Kirche, öffentliche Wege und Baugrundstücke zu kennzeichnen. Es handelte sich hierbei um das Gebiet südöstlich des Puerto Nuevo, das heute von der Plaza del Charco und der Calle San Agustín begrenzt wird. Antonio Franchi ließ für sich ein Haus nahe der Batería Santa Barbara errichten. In diesem Haus befand sich bis 1833 die Zollverwaltung (Casa de la Real Aduana, siehe Sehenswürdigkeiten). Im neu erschlossenen Gebiet ließ sich eine reiche und einflussreiche Händlerelite nieder. Bei diesen Kaufleuten handelte es sich in erster Linie um Briten, die den Weinhandel nach England dominierten. Aber auch Portugiesen und Franzosen kamen nach Puerto de la Orotava und betrieben von hier aus ihre Geschäfte. Ein Teil dieser Kaufleute assimilierte sich und übersetzte oder hispanisierte seine Namen. So wurde aus White Blanco, und aus Callaghan wurde Cólogan.
Im 17. Jahrhundert nahm der Ort einen bedeutenden Aufschwung. Die Bevölkerung stieg von 180 Einwohnern im Jahr 1604 auf 2.826 im Jahr 1707. Ebenso verlief der Anteil am Warenumschlag der Insel. Während im Jahr 1601 nur 2,1 % der Waren Teneriffas in Puerto de La Orotava umgeschlagen wurden, waren es im Jahr 1690 bereits 84,6 %. Das war vor dem Vulkanausbruch, der im Jahr 1706 den Hafen von Garachico vernichtete.
Das 17. Jahrhundert war auch die Zeit der Klostergründungen. Das Kloster der Franziskaner (OFM) wurde 1608 gegründet. Es brannte 1967 bis auf die Kirche ab. Auch das Kloster der Dominikaner, das sich hinter dem heutigen Rathaus befand, wurde Anfang des 17. Jahrhunderts gegründet und brannte 1778 ab. Ebenfalls durch einen Brand im Jahr 1925 ging das Kloster der Dominikanerinnen verloren, das zwischen 1661 und 1684 gegenüber der Hauptkirche errichtet wurde.
Der große Anteil anglikanischer Engländer führte zu einem Problem: Ihre Toten durften nicht auf dem allgemeinen Friedhof bestattet werden. Deshalb wurde bereits im 17. Jahrhundert in der Nähe des Castillo San Felipe ein Friedhof angelegt. Dieser Friedhof, der den Namen La Chercha (von churchyard) trägt, ist von einer Mauer umgeben und durfte auf Betreiben der katholischen Kirche bis in die jüngste Zeit nicht nach außen sichtbar mit einem Kreuz gekennzeichnet werden. Es handelt sich hier um den ersten nicht-katholischen Friedhof im Spanien der Neuzeit (Siehe La Chercha unter Sehenswürdigkeiten).
Der Spanische Erbfolgekrieg, 1701 bis 1714, führte zu einem völligen Zusammenbruch des Handels mit England. Einige englische Kaufleute verließen Puerto de La Orotava. Sie wurden teilweise durch katholische, nicht englandfreundliche Iren ersetzt.
Als nach dem Krieg der Handel mit England wieder möglich war, hatten die Engländer ihren Geschmack von kanarischem Malvasier auf den portugiesischen Madeira- und Portwein umgestellt. Darüber hinaus wurde auf Anweisung des Königs Philipp V. das auf der Südseite der Insel gelegene Santa Cruz einziger Exporthafen der Insel für den Handel mit Amerika. Die Handelshäuser des Hafens Puerto de La Orotava mussten also ihre Güter erst nach Santa Cruz verschiffen, wo die meisten Handelshäuser demzufolge eine Zweigniederlassung gründeten. Trotz aller Verbote wurde von Puerto de La Orotava aus immer Wein nach und Tabak aus Amerika geschmuggelt.
Nachdem die Bürger von Puerto de La Orotava bereits seit der Mitte des 17. Jahrhunderts ihre Ortsvorsteher selbst wählten, gingen im Laufe der Zeit immer mehr Rechte der Stadtverwaltung La Orotavas auf die Bürger des Hafens über. Im Jahr 1808 wurde Puerto de la Cruz, wie es sich nun nannte, selbstständige Stadt.
Am wirtschaftlichen Aufschwung der landwirtschaftlichen Produktion durch verstärkten Bananenexport im 19. und zu Beginn des 20. Jahrhunderts hatte der Hafen nur einen geringen Anteil.
Zu Beginn des 19. Jahrhunderts wurden die Anfänge eines Tourismus erkennbar. Nach einigen Unterkunftsmöglichkeiten, die eher als Zimmervermietung und nicht als Hotels zu bezeichnen sind, öffneten Ende des 19. Jahrhunderts die ersten richtigen Hotels. Diese Hotels wurden, wie z. B. das Marquesa oder das Monopol, häufig in ehemaligen Herrenhäusern eingerichtet. 1893 wurde das Taoro Grand Hotel fertiggestellt; ein Hotel mit mehr als 100 Zimmern, das den Luxus zu bieten hatte, den die europäische Bourgeoisie der damaligen Zeit gewohnt war. Bei den Touristen handelte es sich in erster Linie um Engländer, die Teneriffa wegen der heilenden Wirkung des Klimas bei Lungenkrankheiten aufsuchten. Viele Engländer ließen sich, ohne die Absicht einem Erwerb nachzugehen, dauerhaft besonders in den höher gelegenen Stadtteilen nieder. 1890 wurde dort auch eine englische Kirche gebaut, und seit 1903 besteht dort eine sehr umfangreiche private Leihbibliothek. Der Tourismus hatte allerdings nur eine geringe Wirkung auf den Hafen, da die großen Passagierschiffe in Santa Cruz anlegten.
Im Jahr 1955 wurde Puerto de la Cruz von der spanischen Regierung zu einem „Ort von touristischer Bedeutung“ erklärt. 1963 begann eine Phase der baulichen Umgestaltung der Stadt, die ihren Höhepunkt mit dem 24 Stockwerke hohen Hotel Belair (⊙) erreichte. Der Umbau des Lago Martiánez nach Entwürfen des Architekten César Manrique im Jahr 1971 war der Beginn einer Rückbesinnung auf Tradition und natürlich gestaltete Landschaft, wie sie auch in der Playa Jardín, die vom selben Künstler entworfen wurde, am westlichen Ende der Stadt erkennbar ist.
Am 23. Mai 2006 erklärte die Regierung der Kanarischen Inseln die Innenstadt von Puerto de la Cruz und einige außerhalb liegende Gebäude als Gesamtheit zu einem Ort von kultureller Bedeutung. Darüber hinaus wurden einzelne Gebäude, Gärten und eine archäologische Fundstelle unter besonderen Schutz gestellt.
Der Tourismus bestimmt heute das wirtschaftliche und kulturelle Leben der Stadt.

## Einwohnerentwicklung
| Jahr               | Einwohner | Bevölkerungsdichte |
| ------------------ | --------- | ------------------ |
| 1991 (1. März)     | 25.447    | 2.879 Ew./km²      |
| 1996 (1. Mai)      | 24.542    | 2.776 Ew./km²      |
| 2001 (1. November) | 26.441    | 2.991 Ew./km²      |
| 2002               | 30.446    | 3.444 Ew./km²      |
| 2003               | 31.830    | 3.601 Ew./km²      |
| 2004               | 30.088    | 3.404 Ew./km²      |
| 2005               | 30.613    | 3.463 Ew./km²      |
| 2006               | 30.585    | 3.460 Ew./km²      |
| 2007               | 31.131    | 3.522 Ew./km²      |
| 2009               | 32.219    | 3.691 Ew./km²      |
| 2014               | 29.435    | 3.372 Ew./km²      |
| 2018 (1. Januar)   | 30.483    | 3.492 Ew./km²      |
| 2021 (1. Januar)   | 30.179    | 3.457 Ew./km²      |

## Persönlichkeiten, die die Stadt geprägt haben
- Alonso de Nava Grimón y Benítez de Lugo (1757–1832), Marqués de Villanueva del Prado, Gründer des Botánico
- Hermann Wildpret (1834–1908), Gärtner und Gartengestalter, Schöpfer des Botánico in seiner heutigen Vielfalt

## Söhne und Töchter der Stadt
- Juan de Iriarte y Cisneros („el gramatico“) (1702–1771), Bibliothekar
- Bernardo de Iriarte y Nieves Ravelo („el político“) (1735–1814), Minister
- Domingo de Iriarte y Nieves Ravelo („el diplomático“) (1739–1795), Diplomat
- Tomás de Iriarte y Nieves Ravelo („el fabulista“) (1750–1791), Dichter
- Manuel Antonio de la Cruz (1750–1809), Maler
- Agustín de Bethencourt y Molina (1758–1824), Ingenieur und russischer General
- Luis de la Cruz y Ríos (1776–1853), Maler
- Luis Rodríguez Figueroa (1875–1936), Dichter und Politiker
- Tom Hernández (* 9. September 1917; † 2. Juni 1984 in Los Angeles), Schauspieler